# Strade Bianche 2020
14. ročník jednodenního cyklistického závodu Strade Bianche se konal 1. srpna 2020 v Itálii. Závod dlouhý 184 km vyhrál Belgičan Wout van Aert (Team Jumbo–Visma). Na druhém a třetím místě se umístili Ital Davide Formolo (UAE Team Emirates) a Němec Maximilian Schachmann (Bora–Hansgrohe). Závod se měl původně konat 7. března 2020, ale byl odložen kvůli probíhající pandemii covidu-19.

## Týmy
Závodu se zúčastnilo celkem 25 týmů, z toho 18 UCI WorldTeamů a šest UCI ProTeamú. Všechny týmy nastoupily na start se sedmi jezdci, kromě týmů AG2R La Mondiale a Israel Start-Up Nation se šest jezdci. Na start se postavilo celkem 166 jezdců, z nichž do cíle v Sieně dojelo pouze 42 a dalších 8 mimo časový limit.

### UCI WorldTeamy
- AG2R La Mondiale
- Astana
- Bahrain–McLaren
- Bora–Hansgrohe
- CCC Team
- Deceuninck–Quick-Step
- EF Pro Cycling
- Groupama–FDJ
- Ineos Grenadiers
- Israel Start-Up Nation
- Lotto–Soudal
- Mitchelton–Scott
- Movistar Team
- NTT Pro Cycling
- Team Jumbo–Visma
- Team Sunweb
- Trek–Segafredo
- UAE Team Emirates

### UCI ProTeamy
- Alpecin–Fenix
- Androni Giocattoli–Sidermec
- Arkéa–Samsic
- Bardiani–CSF–Faizanè
- B&B Hotels–Vital Concept
- Circus–Wanty Gobert

## Výsledky
| Pořadí | Jezdec                      | Tým                   | Čas        |
| ------ | --------------------------- | --------------------- | ---------- |
| 1      | Wout van Aert (BEL)         | Team Jumbo–Visma      | 4h 58' 56" |
| 2      | Davide Formolo (ITA)        | UAE Team Emirates     | + 30"      |
| 3      | Maximilian Schachmann (GER) | Bora–Hansgrohe        | + 32"      |
| 4      | Alberto Bettiol (ITA)       | EF Pro Cycling        | + 1' 31"   |
| 5      | Jakob Fuglsang (DEN)        | Astana                | + 2' 55"   |
| 6      | Zdeněk Štybar (CZE)         | Deceuninck–Quick-Step | + 3' 59"   |
| 7      | Brent Bookwalter (USA)      | Mitchelton–Scott      | + 4' 25"   |
| 8      | Greg Van Avermaet (BEL)     | CCC Team              | + 4' 27"   |
| 9      | Michael Gogl (AUT)          | NTT Pro Cycling       | + 6' 47"   |
| 10     | Diego Rosa (ITA)            | Arkéa–Samsic          | + 7' 45"   |